# Scenopinus opacus
Scenopinus opacus är en tvåvingeart som beskrevs av Meijere 1924. Scenopinus opacus ingår i släktet Scenopinus och familjen fönsterflugor. Inga underarter finns listade i Catalogue of Life.